# Tremandraceae
Tremandraceae é uma família de plantas dicotiledóneas Segundo Watson & Dallwitz ela compreende 45 espécies repartidas por três géneros:
- Platytheca
- Tetratheca
- Tremandra

São arbustos pequenos ou ervas originárias da Austrália.
No sistema APG II (2003) esta família não existe: os géneros são colocados na família Elaeocarpaceae.